# Lanice caulleryi
Lanice caulleryi är en ringmaskart som beskrevs av Holthe 1986. Lanice caulleryi ingår i släktet Lanice och familjen Terebellidae. Inga underarter finns listade i Catalogue of Life.